# Johann Heinrich Rolle
Johann Heinrich Rolle (* 23 de diciembre de 1716 en Quedlinburg-29 de diciembre de 1785 en Magdeburgo) fue un compositor y pedagogo musical alemán.

## Vida
Johann Heinrich Rolle fue hijo de Christian Friedrich Rolle, músico y, algunos años después del nacimiento de su hijo, cantor del Liceo municipal de Magdeburgo. Fue de éste de quien Johann Heinrich obtuvo su primera formación musical. En 1722 se mudó la familia a Magdeburgo.
En el año de 1734 obtuvo Johann Heinrich Rolle el puesto de organista en la Iglesia de San Pedro en Magdeburgo, que ocupó hasta 1737. En 1740 fue nombrado violinista y, más tarde, violista de la orquesta de Federico II de Prusia. En 1746 regresó a Magdeburgo como organista de la Iglesia de San Juan. En 1752 sucedió a su padre como cantor del liceo y como director musical de la ciudad, siendo muy reconocido en este ámbito, incluso fuera de la región. 
Rolle perteneció a la Sociedad del Miércoles fundada por Johann Wilhelm Ludwig Gleim, donde tuvo contacto con Heinrich Rathmann, Friedrich von Koepcken, Johann Bernhard Basedow, Johann Samuel Patzke, Friedrich Gabriel Resewitz, Gottfried Benedict Funk y Gotthilf Sebastian Rötger.
Sus composiciones se encuentran en la tradición del barroco tardío, aunque tienen ya tendencias del estilo galante y rococó. Dejó una gran cantidad de obras que hoy en día siguen siendo interpretadas.

## Obras

### Motetes
- Kommet, kommet, lasset uns anbeten
- Der Friede Gottes
- Gnädig und barmherzig
- Unsere Seele harret auf den Herrn

### Cantatas y oratorios
- Abraham auf Moria
- Die Befreiung Israels
- Die Opferung Isaaks
- Jacobs Ankunft in Ägypten
- Lazarus
- Man singt mit Freuden vom Sieg
- Siehe, der Herr ging vorüber
- Thirza und ihre Söhne
- Oratorium auf Weihnachten
- Passionsoratorium
- Der Tod ist verschlungen in den Sieg
- Machet die Tore weit
- Der Tod Abels
- Wunderbarer König
- Der leidende Jesus

### Sonata
- Sonata para clave en mi bemol mayor